# 日本後宮制度

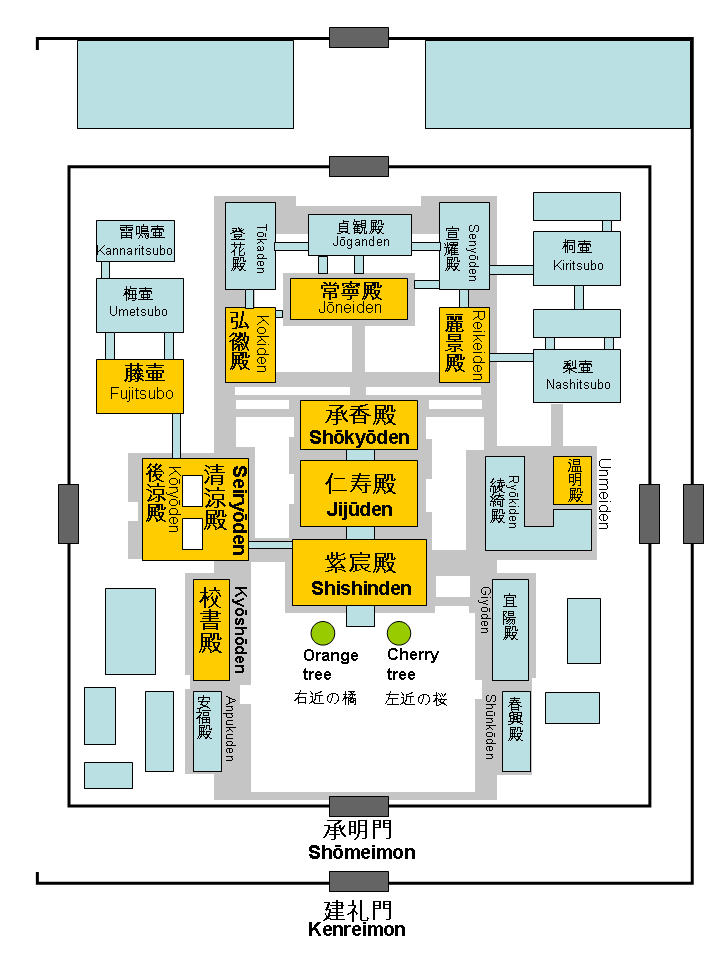
內裏（平安京大內裏內一部分，天皇與後宮居所）平面圖

日本後宮，此頁面說明的是日本天皇過去曾存在後宮制度。
飛鳥時代時的文武天皇，其臣藤原不比等所編纂的大寶律令中的「後宮官員令」為依據，是以往昔天皇的後宮為基礎，再使之更加制度化。

## 後宮官員令規定
- 皇后：定員一人，須皇族出身（光明皇后冊封後廢除此規定）。
  - 皇后在皇族中的位序，僅次於天皇，皇后之下為太皇太后、皇太后，然後才是妃嬪。
- 妃：位次皇后，定員二人，出身限制在四位以上的內親王。
- 夫人：位次於妃，定員三人，出身限制在三位以上的公卿之女。
- 嬪：或稱女御：位次夫人，定員四人，出身限制在五位以上貴族之女。

## 平安時代以後
妃、夫人、嬪等，在平安時代以後名存實亡。改由女御、更衣所取代。以下是平安時代以後所出現的位階：
- 中宮：等同於皇后，亦為皇后別稱。自一條天皇冊立兩后開始，中宮和皇后能相並存。
- 女御：原為嬪的別稱，平安時代獨立為僅次於皇后、中宮的位號。
- 更衣：原為女官的散職之一，平安時代以後轉為位次女御的位號。
- 御息所：原為女官的散職之一，平安時代以後，產下天皇子女的妃嬪，在口語上稱做御息所；後期，皇太子妃、親王妃、王妃亦稱之為御息所。
  - 大御息所：若天皇為妃嬪所出，其母被稱為大御息所。
- 御匣殿：負責縫製、藏放天皇衣物的女官機構，該機構長官稱為御匣殿別當，同時御匣殿也是貞觀殿別稱。後期御匣殿也成為天皇妃嬪的稱號之一，如藤原道隆的四女進入一條天皇的後宮之後就被稱做御匣殿。
- 尊稱皇后：授與身處相當權勢與地位的皇族女性「皇后」的頭銜，不須與天皇有夫妻之實。
- 三宮：或稱三，是皇后、皇太后、太皇太后的合稱。
- ：或稱三后、三宮。授與准后者，擁有等同於三宮的食邑和待遇。
- ：和准相同，獲封者擁有等同於太上天皇的食邑和待遇。
- 女院：一条天皇生母藤原詮子出家時，一条天皇比照上皇岀家而贈院號—東三条院，相應的稱之為女院，之後漸成定制。

### 其他
- 太皇太后：天皇祖母。亦為女性皇族所能獲封的榮銜之一。
- 皇太后：天皇之母。亦為女性皇族所能獲封的榮銜之一。
- 皇太妃：若天皇為妃所出，其母只能稱皇太妃，不得稱皇太后。但平安時代以後取消。
- 皇太夫人：若天皇為夫人所出，其母只能稱皇太夫人，不得稱皇太后。但平安時代以後取消。
- 職：後宮有皇后宮職、中宮職、皇太后宮職、太皇太后宮職，皆為服侍與各職名稱相對應者的機關。

## 後宮十二司
由於日本沒有宦官，改以大量的女官、女房替代，其中後宮十二司，專司天皇、后妃、皇子、皇女在後宮中的生活與所需一切。後宮十二司為：
- 內侍司：在典禮、節慶時擔任引導，平日負責奏請、傳宣等職務，近似於天皇的秘書。
- 藏司：掌管三神器、祭祀物品、宮中珍寶、賞賜等事務。
- 書司：掌管後宮的書籍、筆墨紙硯、几案、樂器等物。
- 藥司：掌管後宮的醫藥。
- 兵司：掌管後宮兵器。
- 闈司：掌管宮門開閉、鎖頭、鑰匙及出納等事務。
- 殿司：負責清掃，掌管轎輿、車輦等交通工具，和燈燭、炭火等室內燈具，及其餘日常用品。
- 掃司：掌管宮中疊蓆、茵蒲、掃除等事務。
- 水司：負責後宮用水。
- 膳司：負責後宮膳食、食材、果餅、酒類等等。
- 酒司：負責釀造後宮所需之酒。
- 縫司：負責後宮衣物、女工的製作，亦和內侍司一同負責節慶典禮時的引導職務。

## 參看
- 日本皇室
- 七殿五舍
- 京都御所
- 皇室典範
- 皇居
- 大奧，日本江戶幕府將軍的後宮。
- 中國後宮